# ZSSK-Baureihe 813.1
Die Einheiten der ZSSK-Baureihe 813.1 sind teilweise niederflurige Dieseltriebwagen des slowakischen Eisenbahnverkehrsunternehmens Železničná spoločnosť Slovensko (ZSSK) für den Regionalverkehr. Sie entstanden im Rahmen eines Rekonstruktionsprogrammes aus Trieb- und Beiwagen der SSK-Reihen 810.0 und 010. Von den ZSSK werden sie als „Ameise“ bezeichnet.

## Geschichte
Als Weiterentwicklung der zwischen 2007 und 2009 umgebauten 29 Triebwagen der Reihe 813.0 wurden im Jahr 2014 auf Bestellung von ZSSK ein Auftrag zum Neubau von acht Doppeleinheiten der neuen Reihe 813.1 in Auftrag gegeben. Sie entstanden aus 16 abgestellten Wagen der Reihe 810 und sollten für den direkten Vergleich mit dem Vorgängerfahrzeug auf den Strecken der ZSSK um Banská Bystrica eingesetzt werden.
Die Entwicklung und Fertigung wurde an ŽOS Zvolen in Auftrag gegeben. Zunächst entstand 2014 eine mit 813 110 (Triebwagen) und 913 110 (Steuerwagen) bezeichnete Einheit, welche noch im gleichen Jahr von der ZSSK auf den Strecken um Banská Bystrica und Zvolen ausgiebig getestet wurde. Bis Ende 2017 wurden alle acht Einheiten an die ZSSK geliefert und als 813 111+913 111 bis 813 117+913 117 bezeichnet. Diese Einheiten waren bei der ZSSK die ersten Wagen der 810er Reihe mit Niederflurbereich und geschlossenem Toilettensystem. Außerdem boten sie für das Personal wesentliche Erleichterungen. Gegenüber den Vorgängerfahrzeugen besaßen sie eine völlig neu gestaltete äußere Form. Die Fahrzeuge befinden sich im direkten Vergleich mit den Vorgängerfahrzeugen. Die im Aussehen so gut wie identische Nachfolgebauart der Reihe 813.2 wurde bereits im gleichen Jahr mit weiteren Verbesserungen ausgeliefert, es sind zwei Einheiten bekannt, die seither bei dem Verein KŽC Doprava in Tschechien verkehren. Die Einheit 813 201 entstand aus den Wagen 810 543 und 011 406, der 813 202 aus den 810 499 und 011 896.

## Technische Merkmale
Wesentliche Veränderungen gegenüber der Ursprungsbauart sind eine völlig neu gestaltete äußere Form mit einem Niederflurbereich im Steuerwagen. Die Fahrzeuge sind vollklimatisiert. Deshalb sind die Klappfenster in Grundstellung verriegelt. Im Niederflurbereich befindet sich eine behindertengerechte Toilette mit geschlossenem System. Die Triebwagen sind mit einer leistungsfähigeren Antriebsanlage mit dem Dieselmotor TEDOM TD310R6HTA26 und einem hydromechanischen Vierganggetriebe von VOITH ausgerüstet und bieten eine bequemere Innenausstattung.
Die Steuerwagen wurden nach dem Vorbild der ČD-Baureihe 814 niederflurig ausgeführt, der Niederflurbereich liegt zwischen den Radsätzen auf etwa 50 % der Wagenlänge. Ebenfalls befinden sich dort ein Traglastenabteil sowie die behindertenfreundlich gestaltete Toilette. Die Einheiten erhielten Fahrzeugausrüstungen für die in der Slowakei genutzte Zugbeeinflussung Mirel, das Funksystem FXM 20 funktioniert auf der Basis von GSM-R.